# Barry Feinstein
Barry Feinstein (* 4. Februar 1931 in Philadelphia, Pennsylvania; † 20. Oktober 2011 in Woodstock, New York) war ein US-amerikanischer Fotograf.

## Leben
Barry Feinstein, geboren 1931 in Philadelphia, begann bereits in seiner Jugend mit dem Fotografieren. 1955 erhielt er ein Engagement als Assistent beim Magazin Life. In der Folge wurde er zu einem gefragten Fotografen in Hollywood; dort arbeitete er unter anderem mit Marlene Dietrich, Judy Garland, Charlton Heston, Jayne Mansfield und Steve McQueen. Seine Werke, etwa auch Bilder von John F. Kennedy und Richard Nixon, erschienen in Magazinen wie Time, Esquire und Newsweek.
In den 1960er Jahren wurde Feinstein als Fotograf der Musikszene bekannt. Er begleitete Bob Dylan 1966 bei dessen Tour durch England und schoss die Cover-Fotos zahlreicher Alben, darunter auch für das Dylan-Album The Times They Are a-Changin’ sowie für Janis Joplin, George Harrison oder die Rolling Stones. 1974 ging er erneut mit Bob Dylan auf Tour, diesmal zusammen mit The Band durch die Vereinigten Staaten.
Ein Unfall im Jahr 1993 beeinträchtigte Feinsteins Fähigkeit, Fotoapparate zu bedienen. 2008 publizierte er zwei Bücher: Eines enthielt 23 seiner frühen Hollywood-Werke zusammen mit von Bob Dylan 1964 geschriebenen Gedichten; das zweite zeigte Fotos von Dylans Touren. Feinsteins Fotografien der Tour von 1966 wurden 2009 in der National Portrait Gallery in London ausgestellt. Er verstarb am 20. Oktober 2011 im Alter von 80 Jahren in Woodstock, New York.

## Publikationen
- Early Dylan. Little, Brown and Company, Boston 1999, ISBN 9780821225349.
- Hollywood Foto-Rhetoric: The Lost Manuscript. Simon & Schuster, London 2008, ISBN 978-1847374677.
- Real Moments: Bob Dylan: The Photographs of Barry Feinstein 1966–1974. Omnibus Press, London 2008, ISBN 978-1847721051.

## Filmografie (Auswahl)
- 1984: Der Bär (The Bear) (Titeldesign und Standfotograf)
- 1988: Kansas (Standfotograf)
- 2005: Steve McQueen – Leidenschaftlich cool (Widmung fürs Fernsehen)